# Première Division 1921-1922
La Première Division 1921-1922 è stata la 12ª edizione del massimo campionato lussemburghese di calcio. La stagione è iniziata il 12 settembre 1921 ed è terminata il 23 aprile 1922. La squadra Fola Esch ha vinto il titolo per la terza volta nella sua storia.

## Stagione

### Novità
Sono state retrocesse in 2. Division il Racing Club Luxembourg e il Rumelange e sono state promosse il Tricolore Muhlenweg e il The National Schifflange.

### Formula
2 punti alla vittoria, un punto al pareggio, nessun punto alla sconfitta.
Le 8 squadre partecipanti si affrontano in un Girone all'italiana, per un totale di 14 giornate.
Le ultime due squadre classificate retrocedono direttamente in Promotion.

## Squadre partecipanti
| Club                     | Stagione | Città               | Stadio | Stagione 1920-1921                       |
| ------------------------ | -------- | ------------------- | ------ | ---------------------------------------- |
| Fola Esch                | dettagli | Esch-sur-Alzette    | ...    | 2º posto in Première Division            |
| Hollerich Bonnevoie      | dettagli | Bonnevoie           | ...    | 3º posto in Première Division            |
| Jeunesse Esch            | dettagli | Esch-sur-Alzette    | ...    | 1º posto in Première Division (Campione) |
| Red Boys Differdange     | dettagli | Differdange         | ...    | 5º posto in Première Division            |
| Sporting Luxembourg      | dettagli | Lussemburgo (città) | ...    | 6º posto in Première Division            |
| Stade Dudelange          | dettagli | Dudelange           | ...    | 4º posto in Première Division            |
| The National Schifflange | dettagli | Schifflange         | ...    | 2º posto in Promotion (Neopromossa)      |
| Tricolore Muhlenweg      | dettagli | Lussemburgo (città) | ...    | 1º posto in Promotion (Neopromossa)      |

## Classifica finale
|                        | Pos. | Squadra                  | Pt | G  | V  | N | P  | GF | GS | DR  |
| ---------------------- | ---- | ------------------------ | -- | -- | -- | - | -- | -- | -- | --- |
| Lussemburgo (bandiera) | 1.   | Fola Esch                | 22 | 14 | 10 | 2 | 2  | 48 | 24 | +24 |
|                        | 2.   | Hollerich Bonnevoie      | 20 | 14 | 9  | 2 | 3  | 46 | 21 | +25 |
|                        | 3.   | Jeunesse Esch            | 16 | 14 | 8  | 0 | 6  | 50 | 30 | +20 |
|                        | 4.   | Sporting Luxembourg      | 16 | 14 | 7  | 2 | 5  | 43 | 26 | +17 |
|                        | 5.   | Stade Dudelange          | 16 | 14 | 6  | 4 | 4  | 26 | 24 | +2  |
|                        | 6.   | Red Boys Differdange     | 13 | 14 | 6  | 1 | 7  | 31 | 28 | +3  |
|                        | 7.   | Tricolore Muhlenweg      | 5  | 14 | 2  | 1 | 11 | 17 | 65 | -48 |
|                        | 8.   | The National Schifflange | 4  | 14 | 1  | 2 | 11 | 10 | 53 | -43 |

Legenda:

      Campione del Lussemburgo 1921-1922

      Retrocesse in 2. Division 1922-1923

### Tabellone
|              | FOL  | JEU  | HOL  | RBD  | SPL  | STA  | TNS  | TRI  |
| ------------ | ---- | ---- | ---- | ---- | ---- | ---- | ---- | ---- |
| Fola         | –––– | 5-4  | 3-1  | 3-1  | 3-2  | 5-0  | 5-1  | 8-1  |
| Jeunesse     | 7-1  | –––– | 2-3  | 3-2  | 2-1  | 4-1  | 6-0  | 3-1  |
| Hollerich    | 4-3  | 4-2  | –––– | 4-0  | 3-0  | 1-1  | 7-0  | 7-2  |
| Red Boys     | 1-4  | 2-1  | 3-1  | –––– | 2-1  | 1-3  | 4-0  | 6-1  |
| Sporting     | 1-1  | 4-1  | 1-1  | 4-1  | –––– | 3-0  | 5-2  | 2-1  |
| Stade        | 1-1  | 3-2  | 3-1  | 2-2  | 6-1  | –––– | 0-0  | 3-0  |
| The National | 0-3  | 3-4  | 0-1  | 1-5  | 0-9  | 0-2  | –––– | 1-0  |
| Tricolore    | 0-3  | 0-9  | 1-8  | 2-1  | 3-9  | 3-1  | 2-2  | –––– |